# Nick Jennings
Nicholas Robert "Nick" Jennings é um diretor de animação norte-americano, mais conhecido por seu trabalho sobre a Nickelodeon séries SpongeBob SquarePants e o Cartoon Network série Adventure Time. Ele também pintou os planos de fundo para muitas séries de animação.